# Pseudosporochnus
Pseudosporochnus H. Potonié et C. Bernard, 1903 es un género de Pteridophyta de porte arbóreo conocido a partir de sus restos fósiles datados entre las edades Eifeliense al Frasniense del Devónico Medio. Se conocen representantes de este género en yacimientos de Alemania, Bélgica, Escandinavia, Escocia y Estados Unidos.
Los primeros restos conocidos de la especie aparecieron en 1881. Estos restos estaban formados por impresiones de tallos estériles que Johann Krejčí interpretó en primer lugar como algas y las nombró como Chondrites verticillatus. En 1903 se pudo establecer una relación entre las ramificaciones estériles y tejido vascularizado por lo que Henry Potonié y Charles Jean Bernard transfirieron al género Pseudosporochnus dentro del orden Psilophytales atendiendo a la morfología que presentaban y a la total ausencia de hojas.

## Morfología
El tronco erecto nunca ramificaba y en los ejemplares más grandes conocidos tenían hasta 13 centímetros de diámetro y más de 3 metros de longitud. Como en el resto de su orden se desconoce qué tejidos sustentaban el tallo principal. Por lo que se observa en algunos fustes su cilindro vascular estaba formado por un metaxilema con traqueidas escaleriformes y un xilema primario de escaso grosor sin xilema secundario observable que formara tejido se sostén lignificado.
La zona superior del fuste se engrosaba notablemente para sustentar una amplia corona de ramificaciones a modo de penacho.
Las ramificaciones de los representantes del género Pseudosporochnus son muy peculiares dentro de su grupo y según las investigaciones realizadas por Kraüsel podrían ser los mismos fósiles que los identificados con la especie Hostinella. El primer orden de ramificación tenía entre 18 milímetros y 10 centímetros y formaba un bulbo basal elongado perpendicularmente al eje principal en el punto de inserción de hasta 35 milímetros de anchura. Esta inserción se realizaba en ángulo oblicuo, de 45° según algunas estimaciones. En las ramificaciones más anchas se han observado cicatrices de hasta 7 milímetros de anchura insertas en la epidermis.
Aproximadamente a la mitad de su longitud total las ramificaciones de bifurcaban dicótomamente una o dos veces. Las ramificaciones secundarias o terciarias formaban ramificaban a su vez de forma profusa helicoidalmente y en su último orden, el cuarto generalmente, ramificaba opuestamente hasta formar una densa red. Las últimas ramificaciones de los tallos estériles tenían morfología filiforme en una serie de apéndices fotosintéticos claramente diferenciables de las ramificaciones no terminales. Las ramificaciones fértiles, que aparecen mezcladas entre las estériles sin un patrón observable, poseían un par de esporangios elipsoidales en su extremo. Sólo se conoce una tipo de esporangios en las especies pertenecientes al género Pseudosporochnus y en las del resto de su orden por lo que se considera que estas especies eran todas homospóreas.
El bulbo apical del fuste poseía ramificaciones desde aproximadamente su mitad estando la zona inferior desnuda. En esta zona se han observado multitud de cicatrices hexagonales elongadas perpendicularmente al fuste en un patrón geométrico constante. La anchura máxima de estas cicatrices era de 25 milímetros y hasta 26 milímetros de altura. La superficie de las cicatrices hexagonales se encontraba elevada levemente hacia sus dos lados superiores. La interpretación que se ha dado a estas estructuras es que representan los puntos de inserción de las ramificaciones que debían sufrir un proceso de abscisión determinado por la edad.
La zona inferior del fuste del tallo también engrosaba en su zona distal. No se conoce con certeza el sistema radicular de las especies de este género debido a que no se ha conservado unido a ninguno de los tallos conocidos. Se supone que, al igual que otras especies del orden Pseudosporochnales a partir del bulbo basal se desarrollarían unas raíces adventicias muy numerosas, estrechas y no ramificadas que mantenían el voluminoso vegetal en posición vertical.